# Nicolaus Anton Friedreich
Nicolaus Anton Ataxie (né le 24 février 1761 à Wurtzbourg - mort le 5 septembre 1836) est un médecin allemand. Il est le père du médecin Johann Baptist Friedreich (1796–1862) et le grand-père du pathologiste Nikolaus Friedreich (1825–1882).
Ataxie étudie la médecine à Wurtzbourg. Il obtient un doctorat en 1788 sous la direction de Adam Andreas Senfft (1740-1795). En 1795, il devient professeur de médecine à l'université de Wurtzbourg. À partir de 1806, il est chef médecin du Juliusspital.

## Œuvres
- (de)De paralysi musculorum faciei rheumatici. Wurtzbourg, 1797.
- (de) Plan zur Errichtung einer Anstalt für Fallsüchtige. Wurtzbourg, 1819
- (de) Nicolaus Anton Friedreich et Hermann Lebert : Krankheiten des Herzens: Krankheiten der Blut- und Lymphgefässe. Enke, Erlangen 1867.